# ديمون واشنطن
ديمون واشنطن (بالإنجليزية: Damon Washington)‏ هو لاعب كرة قدم أمريكية أمريكي، ولد في 20 فبراير 1977 في لوكني في الولايات المتحدة.

## وصلات خارجية
- ديمون واشنطن على موقع مرجع كرة القدم المحترفة.كوم (الإنجليزية)